# East Munster Way
De East Munster Way (Iers: Slí na Mumhan) is een langeafstandswandelpad in Ierland. Het pad werd door het National Trails Office van de Ierse sportbond erkend als National Waymarked Trail. Het bewegwijzerde pad is 69 kilometer lang en loopt van Carrick-on-Suir tot Clogheen.